# Kunihiko Ikuhara
Kunihiko Ikuhara (幾原邦彦?, Ikuhara Kunihiko; Komatsushima, 21 dicembre 1964) è un artista e regista giapponese di anime.
È noto soprattutto per aver ideato la saga cult Utena la fillette révolutionnaire e per aver lavorato sull'anime di Sailor Moon.

## Biografia

### Gli esordi
Diplomatosi in disegno grafico presso il Komatsu City College, entra alla Toei Animation dove collabora come aiuto regista con Jun'ichi Satō in diverse serie, tra cui Maple Town - Un nido di simpatia e Akuma-kun, per poi passare alla regia di alcuni episodi di Kingyo chūihō! e della prima stagione di Sailor Moon.

### Il successo: da Sailor Moon ad Utena
In seguito, succedendo nel ruolo a Jun'ichi Satō, gli viene affidata la regia generale della seconda parte della seconda serie delle avventure di Sailor Moon, Sailor Moon R, cui va affiancata la direzione del primo film cinematografico tratto dalla saga, Pretty Soldier Sailor Moon R: The Movie. Negli anni successivi Ikuhara dirige anche la terza e la quarta stagione dell'anime.
Insoddisfatto però della poca libertà artistica concessagli, al termine della quarta serie di Sailor Moon, nel 1996 lascia la Toei per fondare un suo gruppo creativo, noto come Be-Papas, insieme all'autrice di shojo manga Chiho Saitō, l'animatore Shin'ya Hasegawa, lo sceneggiatore Yōji Enokido ed il produttore Yuichiro Okuro. I primi frutti del lavoro del gruppo sono quindi il manga e la serie anime Utena la fillette révolutionnaire.
In particolare, mentre il manga è soprattutto frutto dell'opera della Saitō, l'anime è un'opera quasi esclusiva di Ikuhara, cui si deve anche il coinvolgimento del compositore anglogiapponese Julius Arnest Seazer, autore dei noti cori heavy metal dell'anime. Il successo della serie fu tale che la stessa fu premiata come miglior serie televisiva del 1997, e con il Premio Kobe nello stesso anno. Alla serie fece quindi seguito il lungometraggio Utena la fillette révolutionnaire - The Movie: Apocalisse adolescenziale nel 1999, accompagnato dall'omonimo manga della Saitō. Dopo l'uscita del film il gruppo Be-Papas è quindi entrato in pausa.

### Dopo Utena
Conclusa l'esperienza di Be-Papas, nel 2000 Ikuhara scrive il romanzo illustrato Schell Bullet a quattro mani con Mamoru Nagano (autore del noto Five Star Stories), da cui trae ispirazione per il concept album Thanaphs 68, di cui canta alcuni brani, come già accaduto per la colonna sonora di Utena. Successivamente si riunisce ai Be-Papas e collabora di nuovo con Chiho Saito, insieme alla quale nel 2002 crea il manga World of the S & M; dopodiché, di nuovo, i Be-Papas tornano in pausa.
Per alcuni anni ha vissuto a Los Angeles dove, oltre a curare il doppiaggio inglese del film di Utena la fillette révolutionnaire, ha frequentato diversi corsi presso l'American Film Institute. Conclusa l'esperienza di Utena, è stato per lungo periodo un professionista free-lance: ha curato gli storyboard delle opening di Nodame Cantabile e Aoi hana e nel 2006 collabora con Asumiko Nakamura come sceneggiatore del manga Nokemono to hanayome, pubblicato mensilmente sulla rivista di moda KERA.
A 12 anni dalla sua ultima regia, nel 2011 Ikuhara è tornato a dirigere nuovamente un anime, Mawaru-Penguindrum, prodotto da Brain's Base e di cui ha co-curato anche il soggetto.
Nel 2014 ha iniziato la serializzazione di Yuri Kuma Arashi, manga seinen con Akiko Morishima, diventato poi anche un anime nel 2015 prodotto da Silver Link.
Il 12 aprile 2019 iniziarono le trasmissioni dell'anime Sarazanmai, prodotto dagli studio Lapin Track e MAPPA.

## Opere principali

### Anime
- 1986 - Maple Town - Un nido di simpatia (serie TV); aiuto regia episodi #26, #28, #31, #33, #35
- 1987 - Evviva Palm Town (serie TV); aiuto regia episodi #2, #5, #7, #11, #13, #15
- 1989 - Akuma-kun (serie TV); aiuto regia episodi #1, #5, #8, #11, #15, #18
- 1991 - Kingyo chūihō! (serie TV); regia episodi
- 1993 - Sailor Moon R (serie TV); regia della seconda parte
- 1993 - Pretty Soldier Sailor Moon R: The Movie (film); regia
- 1994 - Sailor Moon S (serie TV); regia
- 1995 - Sailor Moon SuperS (serie TV); regia
- 1997 - Utena la fillette révolutionnaire (serie TV); soggetto e regia
- 1999 - Utena la fillette révolutionnaire - The Movie: Apocalisse adolescenziale (film); soggetto e regia
- 2004 - Punta al Top 2! Diebuster (OAV); storyboard episodio #2
- 2007 - Nodame Cantabile (serie TV); storyboard e regia sigle
- 2009 - Aoi hana (serie TV); storyboard e regia sigla iniziale
- 2011 - Mawaru-Penguindrum (serie TV); soggetto, regia, storyboard e regia sigla iniziale, storyboard episodio #1, #5
- 2015 - Yuri Kuma Arashi (serie TV); soggetto, regia
- 2019 - Sarazanmai (serie TV); soggetto, regia

### Manga
Se non specificato diversamente, le seguenti opere si intendono di Ikuhara come componente dei Be-Papas.
- 1997 - Utena la fillette révolutionnaire; soggetto e sceneggiatura, disegni di Chiho Saitō
- 2002 - World of the S & M; soggetto e sceneggiatura, disegni di Chiho Saitō
- 2007 - Nokemono to hanayome THE MANGA; opera indipendente dai Be-Papas, soggetto e sceneggiatura, disegni di Asumiko Nakamura
- 2014 - Yuri Kuma Arashi; soggetto e sceneggiatura, disegni di Akiko Morishima

### Romanzi
- 2000 - Schell Bullet; illustrazioni di Mamoru Nagano
- 2006 - Nokemono to hanayome; illustrazioni di Asumiko Nakamura